# Carbonylgruppe
| Carbonylgruppe |
| Allgemeine Struktur einer Carbonylverbindung (Carbonylgruppe blau gezeichnet): Keton : A, B = organischer Rest Aldehyd : A = H, B = organischer Rest oder H Carbonsäure : A = OH, B = organischer Rest oder H Ester : A = O-R, B = organischer Rest oder H Amid : A = NH2, NHR, NR1R2, B = organischer Rest oder H Harnstoffe: A, B = NH2, NHR, NR1R2 Urethane: A = OR, B = NH2, NHR, NR1R2 |

Die Carbonylgruppe, auch CO-Gruppe, ist eine funktionelle Gruppe und Bestandteil vieler organisch-chemischer Verbindungen. Sie ist gekennzeichnet durch ein Kohlenstoffatom (Carbonylkohlenstoff), das ein doppelt gebundenes Sauerstoffatom (Carbonylsauerstoff) trägt; die ähnlich klingende Carboxygruppe weist zusätzlich am selben Kohlenstoffatom eine Hydroxygruppe auf, wodurch eine Carbonsäure entsteht.
Enthält ein Molekül eine Carbonylgruppe, bezeichnet man es auch als Carbonylverbindung. Trägt die Carbonylverbindung lediglich Alkylreste, so wird die Gruppierung auch als Ketogruppe bezeichnet. Den einbindigen organischen Rest, der formal aus z. B. einer organischen Säure nach Abspalten der Hydroxygruppe resultiert, nennt man Acyl-Gruppe. Ein Beispiel für eine Acylgruppe, die sich so von der Essigsäure ableitet, ist die Acetylgruppe.
Die Elektrophilie des Carbonyl-C-Atoms und damit die Reaktivität der Verbindung werden entscheidend von den Eigenschaften des Substituenten (A) beeinflusst. Substituenten mit −I-Effekt erhöhen die Reaktivität, +I- und +M-Substituenten verringern sie.
Die Carbonylgruppe ähnelt der Sulfongruppe, es gibt viele Analoga, z. B. Sulfonsäuren oder Sulfonamide.

## Carbonylkomplexe
In anorganischen Komplexverbindungen (siehe Metallcarbonyle) bezeichnet carbonyl einen Kohlenstoffmonoxid-Liganden, der über das C-Atom an das Zentralatom koordiniert ist. Beispiele sind das Nickeltetracarbonyl, systematisch Tetracarbonylnickel(0), Ni(CO)4, ferner kann der Carbonylligand auch verbrückend auftreten, so im Dicobaltoctacarbonyl, Co2(CO)8.
Der Carbonylligand ist ein stark aufspaltender Ligand und bindet synergistisch an viele Metallionen, da er ein σ-Donor zweier Elektronen sowie ein π-Akzeptor ist. Er spaltet das Ligandenfeld sogar noch stärker auf als der Cyanidligand CN−.

## Reaktivität der Carbonylverbindungen

### Carbonylaktivität
Aufgrund ihrer Polarität (das Carbonylkohlenstoff-Atom besitzt eine positive, das Carbonylsauerstoff-Atom dagegen eine negative Partialladung) ist die Carbonylgruppe oft verantwortlich für das physikalische und chemische Verhalten der sie enthaltenden Moleküle. Durch die Elektronegativitätsdifferenz ist das LUMO (engl. lowest unoccupied molecular orbital) relativ energiearm und kann von Nukleophilen besser angegriffen werden. Außerdem führt diese dazu, dass Carbonylverbindungen meist einen höheren Schmelz- und Siedepunkt haben als ihre entsprechende carbonylgruppenfreie Verbindung.
Die jeweilige Reaktivität der Carbonylverbindungen kann aus einer festen Reihe der Carbonylaktivität entnommen werden.
Die nachfolgenden Verbindungen sind nach steigender Carbonylaktivität geordnet. Diese lässt sich aus den M- und I-Effekten ableiten.
- Carboxylate
- Carbonsäureamide
- Carbonsäuren
- Carbonsäureester
- Ester der Thiocarbonsäuren
- Ketone
- Aldehyde
- Carbonsäureanhydride
- Carbonsäurehalogenide

### Reaktionen (Auswahl)
Chemische Umwandlungen von Carbonylgruppen (Carbonylchemie) gehören zu den häufigsten und wichtigsten chemischen Reaktionen:
- Nukleophile Addition. Addition von Blausäure liefert Cyanhydrine
- Reduktion (Chemie) zu primären oder sekundären Alkoholen
- Kondensationsreaktion
- Michael-Addition
- Enolat-Chemie
- Alkylierung durch Umsetzung mit metallorganischen Reagenzien (Beispiel: Grignard-Verbindungen)
- Umsetzung mit primären Aminen unter Bildung von Iminen
- Umsetzung mit Hydroxylamin unter Bildung von Oximen
- Umsetzung mit Hydrazin unter Bildung von Hydrazonen
- Reduktive Aminierung unter Bildung von primären oder sekundären Aminen.

### Keto-Enol-Tautomerie
Ein wichtiger Aspekt der Carbonylchemie ist die so genannte Keto-Enol-Tautomerie. Carbonylverbindungen liegen im chemischen Gleichgewicht mit ihrer „Enolform“ vor, insofern sie über alpha-ständige Wasserstoffatome verfügen.

## Beispiele für Carbonylverbindungen
Die Carbonylgruppe ist (formal) unter anderem enthalten in:
- Carbonsäuren, undissoziiert (R–COOH), z. B. Essigsäure (enthalten in Speiseessig), Glycin (und alle weiteren Aminosäuren, die Bausteine der Proteine)
- Carboxylaten, dissoziierten Carbonsäuren bzw. Carbonsäuresalzen (R–COO−)
- Carbonsäureamiden (R–CO–NHR oder R–CO–NR2)
- Imiden (R–CO–NR–CO–R)
- Carbonsäureanhydride (R–CO–O–CO–R), z. B. Phosgen, Kohlensäure (gelöste Form von Kohlenstoffdioxid im Sprudelwasser)
- Carbonsäureestern (R–CO–O–R), z. B. Polycarbonate (Polymere, ein Material, aus dem z. B. CDs bestehen)
- Carbonsäurehalogeniden (R–CO–X, wobei X für das Halogen steht, also F, Cl, Br, I, At)
- Aldehyden/Alkanalen (R–CHO), z. B. Formaldehyd (ein Konservierungsmittel für medizinische Präparate)
- Ketonen/Alkanonen (R–CO–R), z. B. Aceton (ein Lösungsmittel, enthalten im Nagellackentferner), Flavone (Blütenfarbstoffe)
- Harnstoffen (R2N–CO–NR2)
- Urethanen (R–NH–CO–O–R)
- Carbonsäureaziden (R–CO–N3)
- Ketenen (R2C=C=O).